# Saison 19 d'Inspecteur Barnaby
Chronologie
Saison 18 Saison 20
Cet article présente la dix-neuvième saison de la série télévisée Inspecteur Barnaby.

## Synopsis
Le sergent Jamie Winter remplace le sergent Charlie Nelson aux côtés de l'inspecteur Barnaby, toujours épaulé du Dr Kam Karimore, pour résoudre les enquêtes du comté de Midsomer.

## Distribution
Acteurs principaux
- Neil Dudgeon : Inspecteur John Barnaby
- Nick Hendrix (en) : DS Jamie Winter

Acteurs récurrents
- Fiona Dolman : Sarah Barnaby
- Manjinder Virk (en) : Dr Kam Karimore
- Jason Hughes : Sergent Ben Jones (épisode 3)

## Liste des épisodes
1. Le village fantôme
2. Crime et châtiment
3. Le dernier capitaine
4. De fourrure et de sang
5. Mort par conviction
6. La malédiction de la Neuvième

### Épisode 1:Le village fantôme
- Grande-Bretagne : 18 décembre 2016
- France : 2 avril 2017

- Grande-Bretagne : 5 680 000 téléspectateurs
- France : 3 674 000 téléspectateurs (14.7%)[1]

### Épisode 2:Crime et châtiment
- Grande-Bretagne : 4 janvier 2017
- France : 9 avril 2017

- Grande-Bretagne : 6 250 000 téléspectateurs
- France : 3 414 000 téléspectateurs (14.4%)[2]

### Épisode 3:Le dernier capitaine
- Grande-Bretagne : 11 janvier 2017
- France : 16 avril 2017

- Grande-Bretagne : 6 550 000 téléspectateurs
- France : 2 719 000 téléspectateurs (12.3%)[3]

### Épisode 4:De fourrure et de sang
- Grande-Bretagne : 18 janvier 2017
- France : 30 avril 2017

- Grande-Bretagne : 5 980 000 téléspectateurs
- France : 2 601 000 téléspectateurs (soit 10,4% de part d'audience)

### Épisode 5:Mort par conviction
- Australie : 20 août 2017
- Grande-Bretagne : 13 mai 2017
- France : 13 mai 2018

### Épisode 6:La malédiction de la neuvième
- Australie : 20 août 2017
- Grande-Bretagne : 13 mai 2017
- France :  20 mai 2018

- Grande-Bretagne :
- France : 2,9 millions soit 13,9 % de la part d'audience